# Oktiabrski
Oktiabrski é uma cidade da Rússia, no Bascortostão.

## Esporte
A cidade de Oktiabrski é a sede do Estádio Neftyanik e do FC Devon Oktyabrsky, que participou do Campeonato Russo de Futebol..